# Ershui
Ershui (二水鄉S, Èrshuǐ XiāngP) è un comune di Taiwan, situato nella provincia di Taiwan e nella contea di Changhua.